# فضيلة النفاتي
فضيلة النفاتي هي لاعبة بارالمبية تونسية شاركت في سباقات المضمار والميدان حيث تنافس عادةً في الفئة F54 من رياضة ألعاب القوى في منافسات رمي الجلة. 

## المشاركات والميداليات
مثلت فضيلة النفاتي تونس في بطولة الألعاب البارالمبية الصيفية عدة مرات خلال أعوام 2012، و2016 و2021. شاركت فضيلة النفاتي في دورة الألعاب البارالمبية الصيفية 2016 التي أقيمت في مدينة ريو دي جانيرو في البرازيل، وحصلت فيها على الميدالية البرونزية في منافسات رمي الجلة للسيدات في الفئة F54 بعدما نفذت رمية لمسافة بلغت 6.38 متر، ويوضح الجدول التالي أبرز المسابقات والبطولات التي شاركت فيها فضيلة النفاتي وأهم الميداليات التي أحرزتها والمراكز التي حققتها في تلك المُسابقات:
| العام | المسابقة                              | المكان                  | الحدث     | الترتيب/الميدالية                   | ملاحظات                        |
| ----- | ------------------------------------- | ----------------------- | --------- | ----------------------------------- | ------------------------------ |
| 2011  | دورة الألعاب العربية 2011             | الدوحة، قطر             | رمي الجلة | المركز الأول (ميدالية ذهبية)        |                                |
| 2011  | دورة الألعاب العربية 2011             | الدوحة، قطر             | رمي الرمح | المركز الثاني (ميدالية فضية)        |                                |
| 2012  | دورة الألعاب البارالمبية الصيفية 2012 |                         | رمي الجلة |                                     |                                |
| 2016  | دورة الألعاب البارالمبية الصيفية 2016 | ريو دي جانيرو، البرازيل | رمي الجلة | المركز الثالث (الميدالية البرونزية) | حققت رمية بلغت لمسافة 6.38 متر |
| 2021  | دورة الألعاب البارالمبية الصيفية 2021 | طوكيو، اليابان          | رمي الجلة | المركز الثامن                       | حققت رمية بلغت لمسافة 5.66 متر |
| 2023  | دورة الألعاب العربية 2023             | الجزائر، الجزائر        | رمي الجلة | المركز الأول (ميدالية ذهبية)        | حققت رمية بلغت لمسافة 6.11 متر |